# Haplochromis igneopinnis
Haplochromis igneopinnis är en fiskart som först beskrevs av Ole Seehausen och Elisabeth Lippitsch 1998. Haplochromis igneopinnis ingår i släktet Haplochromis, och familjen Cichlidae. IUCN kategoriserar arten globalt som starkt hotad. Inga underarter finns listade i Catalogue of Life.